# Lake Wildwood (Californie)
Lake Wildwood est une census-designated place du comté de Nevada dans l'État de Californie aux États-Unis.